# Чорноморе
«Чорноморе» — студентська організація у Чернівцях в 1913—1940 роках, яка продовжувала традиції студентського товариства «Союз».
Члени «Чорноморя» активно працювали в інших українських організаціях і були ініціаторами видання пресових органів на Буковині.

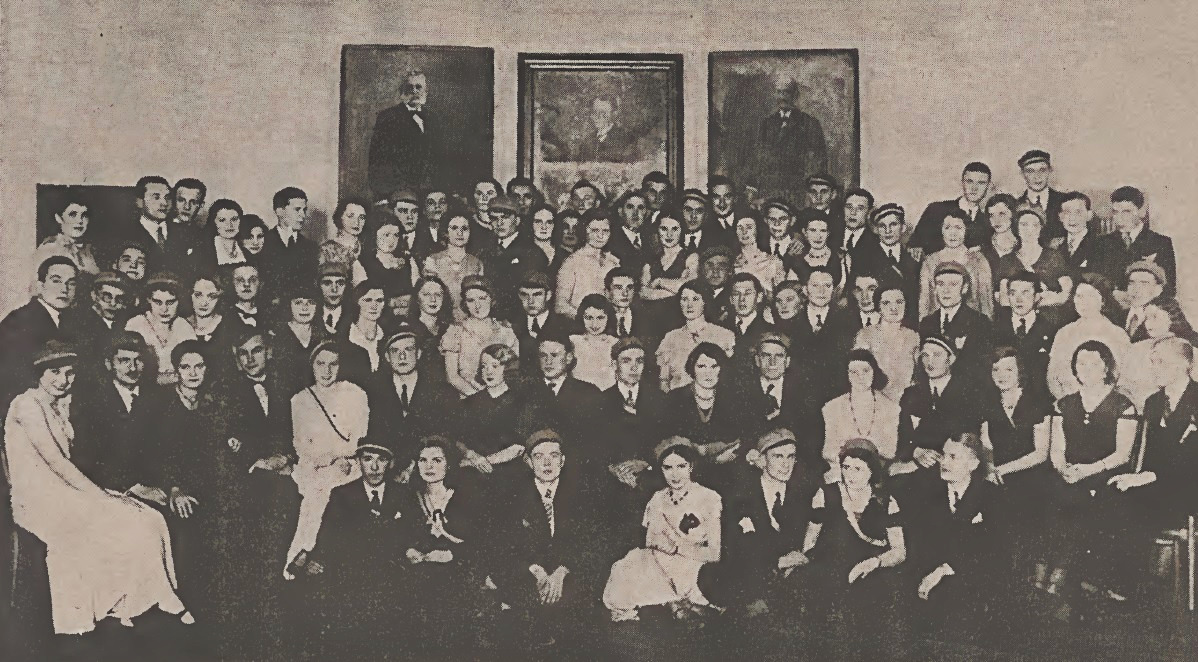
Українські академічні товариства "Чорноморе" і "Запороже" в Чернівцях. Курси танців.

«Чорноморе» співпрацювало з однойменними корпораціями у Львові, Кракові, Познані, Данціґу.
У 1923 в організації налічувалось 110 членів, в 1934 — 307.
При «Чорноморі» діяли товариство середньошкільників «Кубань» (1923 —1936), у 1930-х роках секція студенток.
Серед членів товариства були: Володимир Антонюк, Василь Баранецький, Юрій Вельничук, Тадей Ґаснер, Дмитро Глібка, Юрій Дідів, Ярослав Жуковський, Володимир та Ольга Карбулицькі, Дмитро Кирилюк, Віктор Кулишір, Евзебій Лазар, Василь Лемний, Осип Мегидинюк, Іван Одайський,  о.Іван Онуфрічук, Теофіль Панчук, Богдан Сірецький, Антін Суховерський, Максим Тарко, Дмитро Телегуз, Євген Суховерський, Любомир Гузар, Іван Григорович, Денис Квітковський, Петро Григорович, Сильвестр Никорович.

## Визначні діячі
- Юрій Липа
- Василь Якубович
- Богдан Сірецький